# Disclaimer - La vita perfetta
Disclaimer - La vita perfetta (Disclaimer) è una miniserie televisiva del 2024, scritta e diretta da Alfonso Cuarón e distribuita su Apple TV+. La serie è tratta dal romanzo omonimo di Renée Knight.

## Trama
Catherine Ravenscroft è un'acclamata autrice di documentari che scopre che un suo terribile segreto sta per essere rivelato in un romanzo incentrato su di lei.

## Personaggi e interpreti
- Catherine Ravenscroft, interpretata da Cate Blanchett e da Leila George da giovane.
- Stephen Brigstocke, interpretato da Kevin Kline.
- Robert Ravenscroft, interpretato da Sacha Baron Cohen.
- Nicholas Ravenscroft, interpretato da Kodi Smit-McPhee.
- Jonathan Brigstocke, interpretato da Louis Partridge.
- Nancy Brigstocke, interpretata da Lesley Manville.
- Kim, interpretata da Jung Ho-yeon.
- Helen, interpretata da Gemma Jones.

## Produzione
Nel dicembre 2021 è stato annunciato che Alfonso Cuarón avrebbe scritto e diretto una serie per Apple TV+ con Cate Blanchett e Kevin Kline; nel febbraio 2022 Kodi Smit-McPhee si è unito al cast, seguito da Sacha Baron Cohen e Jung Ho-yeon il mese successivo. Louis Partridge e Lesley Manville si sono uniti al progetto rispettivamente nel maggio e nel giugno 2022.
Le riprese sono iniziate ad Archway nel giugno 2022 e sono proseguite in Italia, all'aeroporto di Pisa e nel centro città, poi a Viareggio ed anche in Versilia nel Bagno Piero, stabilimento balneare di Forte dei Marmi noto come uno dei bagni più antichi e famosi d'Italia. Nel settembre 2022 le riprese continuano in Messico e a Sydney prima di terminare nel febbraio 2023; scene aggiuntive sono state girate in Sudafrica nei due mesi seguenti.

## Promozione
Il primo trailer è stato diffuso il 7 agosto 2024.

## Distribuzione
La miniserie è stata presentata in anteprima all'81ª Mostra internazionale d'arte cinematografica di Venezia il 29 agosto 2024, prima di essere distribuita su Apple TV+ nell'autunno seguente: le prime due puntate sono state pubblicate l'11 ottobre e le successive due il 18 ottobre, mentre le altre tre sono state diffuse a cadenza settimanale fino all'8 novembre.

## Accoglienza

### Critica
Federico Chiacchiari recensisce la serie da Venezia su Sentieri Selvaggi e scrive che il lavoro di Cuarón conduce «In una folle moltiplicazione di punti di vista, di voice over, un lungo, inquietante, eccitante, meraviglioso, incomprensibile e a tratti sgradevole film noir del 21º secolo». 
Secondo Inkoo Kang, su The New Yorker, l'incursione di Alfonso Cuarón in televisione è un'opera di tale vacuità che nemmeno Cate Blanchett riesce a salvarla.

## Riconoscimenti
- 2025 – Golden Globe[15]
  - Candidatura per la miglior miniserie o film per la televisione
  - Candidatura per la miglior attrice in una mini-serie o film per la televisione a Cate Blanchett
  - Candidatura per il miglior attore in una mini-serie o film per la televisione a Kevin Kline